# Концерт
Конце́рт (лат. concerto — «состязаюсь») — публичное исполнение музыкальных произведений, балетных, эстрадных и т. п. номеров по определённой, заранее составленной, программе.

## Концерт в разные исторические эпохи
Предшественниками концерта можно считать разного рода состязания древней Греции и Рима, в том числе и в художественно-исполнительском искусстве. В Средние века (до второй половины XVIII века) концерт был прерогативой аристократии и носил музыкально-исполнительский характер, к тому же имел закрытую форму, рассчитанную на небольшой круг специально приглашенных лиц.
Первые действительно публичные концерты XVIII века были исключительно музыкальными. Появление на профессиональных подмостках других видов искусства можно связывать с возникновением концертных программ в драматических театрах (конец XVIII — начало XIX вв.): после сыгранной пьесы дополнительно шёл дивертисмент, в котором актёры данного театра и приглашённые со стороны артисты показывали концертные номера разных жанров.
Англия стала родиной первых форм развлекательных концертных программ в помещениях салонов-театров, паб-театрах (пивных баров со сценой) и мюзик-холлов (музыкальных залах при гостинице). Особенного расцвета подобный синтез достиг во Франции во второй половине XIX века. Характерной чертой для Парижа и для других французских городов стала деятельность кафешантанов и кафе-концертов, рассчитанных на небольшое число посетителей.
Таким образом, можно с уверенностью сказать о трёх разновидностях концертной деятельности XVIII—XIX веков, а именно: собственно сам концерт филармонического плана (жанр серьёзной музыки и литературы), дивертисмент (под эгидой театра) и концерт-шантан (концертные развлекательные программы в ресторанах, пабах, гостиницах, отелях и т. д.).
Однако в XX веке концерт приобретает немного иное звучание. Так, например, Малая Советская Энциклопедия (3-е изд. 1959) включает в программу концерта «литературные, хореографические, а также сценические (вне театрального представления) произведения». В Большой советской энциклопедии (3-е изд.) мы встречаемся с закреплением сегодняшнего понимания концерта. «Концерт, публичное выступление артистов по определенной, заранее составленной программе. Виды концерта — музыкальный (симфонический, камерный, фортепианный, скрипичный и др.), литературный (художественное чтение), эстрадный (легкая вокальная и инструментальная музыка, юмористические рассказы, пародии, цирковые номера и др.)».

## Концерт в массовой культуре
Концерт в массовой культуре — массовое зрелищное событие, проходящее в закрытом помещении или на открытом воздухе (площади, стадионы и т. п.). Как правило, в концертах участвуют хореографические, эстрадные и рок-коллективы. Сцена на концертах оборудована микрофонами, мощной звуковоспроизводящей и световой аппаратурой. Иногда концерты проводятся на открытом пространстве в несколько гектаров, где строится специально оборудованная звуком и светом большая высокая сцена для выступления артистов. Как правило, такие подиумы окружаются большими видеоэкранами, на которые транслируется увеличенное изображение происходящего на сцене. На таких больших концертах количество зрителей доходит до 500 тыс. человек.
Исполнение на подобных концертах может быть как вживую, так и под фонограмму.
Первый рекорд по количеству зрителей был установлен The Beatles 15 августа 1965 года в Нью-Йорке на стадионе «Shea»: концерт посетило 55600 человек.

## Самый масштабный автономный концерт всех времён
До 2024 года самым масштабным автономным концертом считался концерт группы The Rolling Stones, который состоялся в 2006 году на пляже Копакабана в Рио-де-Жанейро и собрал около 1,5 миллиона зрителей.
4 мая 2024 года Мадонна на том же пляже Копакабана в Рио-де-Жанейро собрала 1,6 миллиона человек (по неофициальным данным, более 4 миллионов человек), что сделало  еконцерт самым масштабным автономным концертом всех времен на тот момент. Концерт состоялся в рамках её мирового тура «The Celebration Tour», который принёс 225,4 миллиона долларов с 80 шоу. Мадонна стала первой артисткой в мире, собравшей более 100 миллионов долларов в шести разных турах.
Ровно через год, 3 мая 2025 года, Леди Гага выступила на том же пляже Копакабана в Рио-де-Жанейро в рамках своего тура Mayhem Ball, собрав, по официальным оценкам, 2,1 миллиона зрителей. Это число формально превышает рекорд Мадонны, которая собрала 1,6 миллиона в 2024 году. Однако некоторые СМИ и наблюдатели поставили под сомнение новый рекорд, ссылаясь на съёмки с дронов и плотность толпы: по их наблюдениям, у Леди Гаги публика была менее плотной и не доходила до столь отдалённых экранов, как у Мадонны. Концерт стал первым выступлением певицы в Бразилии с 2012 года и транслировался в прямом эфире.

## Самые массовые концерты в истории музыки
| №  | Концерт                                                          | Количество зрителей                                | Страна, место                        | Дата          |
| -- | ---------------------------------------------------------------- | -------------------------------------------------- | ------------------------------------ | ------------- |
| 1  | Концерт Рода Стюарта                                             | более 4 млн                                        | Бразилия, Рио-де-Жанейро, Копакабана | 31.12.1994    |
| 2  | Концерт Жан-Мишель Жарра — «Oxygen In Moscow»                    | 3,5 млн                                            | Россия, Москва, возле здания МГУ     | 06.09.1997    |
| 3  | Концерт Жан-Мишель Жарра                                         | 2,5 млн                                            | Франция, Париж                       | 1991          |
| 4  | Концерт Леди Гаги                                                | около 2,4 млн                                      | Бразилия, Рио-де-Жанейро, Копакабана | 03.05.2025    |
| 5  | Концерт Мадонны в рамках ее мирового тура «The Celebration Tour» | более 1,6 млн (по неофициальным данным — до 4 млн) | Бразилия, Рио-де-Жанейро, Копакабана | 04.05.2024    |
| 6  | Концерт The Rolling Stones                                       | более 1,5 млн                                      | Бразилия, Рио-де-Жанейро, Копакабана | 18.02.2006    |
| 7  | Рок-фестиваль «Rock in Rio»                                      | 1,4 млн                                            | Бразилия, Рио-де-Жанейро             | 11-20.01.1985 |
| 8  | Рок-фестиваль «Rock in Rio 3»                                    | 1,2 млн                                            | Бразилия, Рио-де-Жанейро             | 2001          |
| 9  | Рок-фестиваль «Монстры Рока»                                     | 800 тыс. (по неофициальным данным — до 1,6 млн)    | СССР, Москва                         | 28.09.1991    |
| 10 | Концерт Гарта Брукса                                             | 750 тыс.                                           | США, Нью-Йорк                        | 07.08.1997    |
| 11 | Рок-фестиваль «Rock in Rio 2»                                    | 700 тыс.                                           | Бразилия, Рио-де-Жанейро             | 18-27.01.1991 |
| 12 | Рок-фестиваль «Рок над Волгой»                                   | 692 тыс.                                           | Россия, Самарская область            | 08.06.2013    |
| 13 | Рок-фестиваль «US Festivals»                                     | 670 тыс.                                           | США, г. Девор                        | 28-30.05.1983 |
| 14 | «Летний Джем-Сейшн»                                              | 600 132 чел.                                       | США, штат Нью-Йорк, д. Уоткинс-Глен  | 28.07.1973    |
| 15 | Рок-фестиваль «Isle of Wight»                                    | 600 тыс.                                           | Англия, Остров Уайт                  | 26-30.08.1970 |
| 16 | Рок-фестиваль «Вудсток»                                          | 500 тыс.                                           | США, штат Нью-Йорк, Бетель           | 15-18.08.1969 |
| 17 | Концерт Simon and Garfunkel                                      | 500 тыс.                                           | США, Нью-Йорк                        | 19.09.1981    |
| 18 | Концерт The Rolling Stones                                       | 500 тыс.                                           | Куба, Гавана                         | 25.03.2016    |
| 19 | Концерт Tokio Hotel                                              | 500 тыс.                                           | Франция, Париж                       | 14.04.2010    |
| 20 | Благотворительный рок-концерт «Против атипичной пневмонии»       | 450 тыс.                                           | Канада, Торонто                      | 30.07.2003    |
| 21 | Рок-фестиваль «Блокбастер»                                       | 385 тыс.                                           | США, Форт-Уэрт                       | 21.06.1997    |
| 22 | Концерт Queen + Paul Rogers                                      | 350 тыс.                                           | Украина, Харьков                     | 12.09.2008    |
| 23 | Концерт Пола Маккартни                                           | 220 тыс.                                           | Бразилия, Рио-де-Жанейро, Маракана   | 20.04.1990    |
| 24 | Концерт Океан Ельзы                                              | 200 тыс.                                           | Украина, Киев                        | 15.12.2013    |